# Gyrogora subnotata
Gyrogora subnotata är en fjärilsart som beskrevs av Holland 1894. Gyrogora subnotata ingår i släktet Gyrogora och familjen tjockhuvuden. Inga underarter finns listade i Catalogue of Life.